# Милановац (Вировитица)
Милановац је насељено место у саставу града Вировитице у Вировитичко-подравској жупанији, Република Хрватска.

## Историја
До територијалне реорганизације у Хрватској налазио се у саставу старе општине Вировитица.

## Становништво
На попису становништва 2011. године, Милановац је имао 1.711 становника.

## Попис1991.
На попису становништва 1991. године, насељено место Милановац је имало 1.612 становника, следећег националног састава:
| Попис 1991.‍   | Попис 1991.‍  | Попис 1991.‍ | Попис 1991.‍ | Попис 1991.‍ |
| ------------- | ------------ | ----------- | ----------- | ----------- |
|               |              |             |             |             |
| Хрвати        | Хрвати       |             | 1.422       | 88,21%      |
| Срби          | Срби         |             | 66          | 4,09%       |
| Југословени   | Југословени  |             | 27          | 1,67%       |
| Чеси          | Чеси         |             | 6           | 0,37%       |
| Мађари        | Мађари       |             | 4           | 0,24%       |
| Македонци     | Македонци    |             | 3           | 0,18%       |
| Немци         | Немци        |             | 3           | 0,18%       |
| Словаци       | Словаци      |             | 1           | 0,06%       |
| неопредељени  | неопредељени |             | 23          | 1,42%       |
| регион. опр.  | регион. опр. |             | 2           | 0,12%       |
| непознато     | непознато    |             | 55          | 3,41%       |
| укупно: 1.612 |              |             |             |             |